# Nirasaki
Nirasaki (韮崎市, Nirasaki-shi) est une ville située dans la préfecture de Yamanashi, au Japon.

## Géographie

### Situation
Nirasaki est située dans le nord-ouest de la préfecture de Yamanashi.

### Démographie
Lors du recensement national de 2010, la population de Nirasaki était de 32 768 habitants, répartis sur une superficie de 147,73 km2. En avril 2022, la population était de 28 464 habitants.

### Hydrographie
La ville est traversée par le fleuve Kamanashi.

### Climat
La ville a un climat subtropical humide caractérisé par des étés chauds et humides et des hivers relativement doux. La température moyenne annuelle à Nirasaki est de 13,0 °C. La pluviométrie annuelle moyenne est de 1 278 mm, septembre étant le mois le plus humide.

## Histoire
Nirasaki a obtenu le statut de ville le 10 octobre 1954, après avoir fusionné avec dix municipalités du district de Kitakoma.

## Transport
Nirasaki est desservie par les routes nationales 20, 52 et 141.
La ville est desservie par la ligne Chūō de la JR East. La gare de Nirasaki est la principale gare de la ville.

## Jumelages
Nirasaki est jumelée avec :
- Fairfield (États-Unis)
- Jiamusi (Chine)